# Союз Т-10-1
Союз Т-10-1 (Союз Т-10А) е съветски планиран пилотиран космически кораб, който трябва да изведе в Космоса екипажа на третета основна експедиция на орбиталната станция Салют-7. Пореден номер на кораба не е даден, а № 10 е даден на следващата мисия.

## Екипажи

#### Основен
- Владимир Титов (1) – командир
- Генадий Стрекалов (2) – бординженер

#### Дублиращ
- Леонид Кизим – командир
- Владимир Соловьов – бординженер

## Параметри на мисията
- Маса: 6850 кг
- Перигей: – km
- Апогей: 950 m
- Наклон на орбитата: –
- Период: –

## Програма
Предвиждало се е скачване с орбиталния комплекс Салют-7–Союз Т-9 и смяна на екипажа на втората основна експедиция на станцията.
48 секунди преди старта става пожар в ракетата-носител. Две секунди преди огънят да обхване напълно и космическия кораб се задейства САС, която отделя космическия апарат от ракетата. Системата извежда космическия краб на около четири километра от стартовата площадка по балистична траектория. Това е първият случай на задействане на системата за аварийно спасяване с космонавти на борда. Системата ги ускорява до 650 метра, след това по инерция достигат височина около 950 метра, след което се разтварят парашутите и пет минути по-късно се приземяват. Претоварването, което изпитват космонавтите е от 14 до 18 g. Пожарът на стартовата площадка е напълно изгасен едва след 20 часа. Самата стартова площадка е напълно унищожена. След проваления старт се налага експедицията на „Союз Т-9“ да се продължи, а планираните полети са отменени.
- Задействаната САС
- Схема на полета